# Lista de prêmios e indicações recebidos por Clint Eastwood
Clint Eastwood é um ator, diretor, produtor e compositor estadunidense. Tendo iniciado sua carreira artística através de pequenos papéis não-creditados e aparições em televisão, Eastwood está em atividade por mais de cinco décadas em produções de televisivas e cinematográficas. Sua atuação na série televisiva Rawhide levou-o a protagonizar a Trilogia dos Dólares: A Fistful of Dollars, For a Few Dollars More e The Good, the Bad and the Ugly, pela qual foi altamente aclamado criticamente. Ao longo de sua carreira, Eastwood estrelou mais de quarenta produções cinematográficas, incluindo Hang 'Em High, Escape from Alcatraz, The Bridges of Madison County e Gran Torino. Em 1971, passou também dirigir e a partir de 1982 lançou-se como produtor em Firefox e Honkytonk Man. Eastwood também destaca-se como compositor de trilhas sonoras de seus filmes, trabalho pelo qual também têm sido frequentemente premiado. Seus trabalhos mais premiados são Unforgiven, Mystic River e Million Dollar Baby, entre outros.

## Prêmios e indicações
| Ano                       | Categoria                          | Indicado/Obra                 | Resultado | Ref.   |
| ------------------------- | ---------------------------------- | ----------------------------- | --------- | ------ |
| BAFTA                     |                                    |                               |           |        |
| 1993                      | Melhor Filme                       | Unforgiven                    | Indicado  |        |
| 1993                      | Melhor Diretor                     | Unforgiven                    | Indicado  |        |
| 2009                      | Melhor Diretor                     | Changeling                    | Indicado  |        |
| César                     |                                    |                               |           |        |
| 1989                      | Melhor Filme Estrangeiro           | Bird                          | Indicado  |        |
| 1996                      | Melhor Filme Estrangeiro           | The Bridges of Madison County | Indicado  |        |
| 2004                      | Melhor Filme Estrangeiro           | Mystic River                  | Venceu    |        |
| 2006                      | Melhor Filme Estrangeiro           | Million Dollar Baby           | Venceu    |        |
| 2010                      | Melhor Filme Estrangeiro           | Gran Torino                   | Venceu    |        |
| 2011                      | Melhor Filme Estrangeiro           | Invictus                      | Indicado  |        |
| David di Donatello        |                                    |                               |           |        |
| 2004                      | Melhor Filme Estrangeiro           | Mystic River                  | Indicado  |        |
| 2004                      | Melhor Filme Estrangeiro           | Million Dollar Baby           | Venceu    |        |
| 2004                      | Melhor Filme Estrangeiro           | Letters from Iwo Jima         | Indicado  |        |
| 2004                      | Melhor Filme Estrangeiro           | Gran Torino                   | Venceu    |        |
| Globo de Ouro             |                                    |                               |           |        |
| 1989                      | Melhor Diretor                     | Bird                          | Venceu    | [ 1 ]  |
| 1993                      | Melhor Diretor                     | Unforgiven                    | Venceu    | [ 2 ]  |
| 2004                      | Melhor Diretor                     | Mystic River                  | Indicado  |        |
| 2004                      | Melhor Banda Sonora Original       | Mystic River                  | Indicado  |        |
| 2005                      | Melhor Diretor                     | Million Dollar Baby           | Venceu    | [ 3 ]  |
| 2005                      | Melhor Banda Sonora Original       | Million Dollar Baby           | Indicado  | [ 3 ]  |
| 2007                      | Melhor Diretor                     | Flags of Our Fathers          | Indicado  | [ 4 ]  |
| 2007                      | Melhor Filme em Língua Estrangeira | Letters from Iwo Jima         | Venceu    | [ 5 ]  |
| 2007                      | Melhor Diretor                     | Letters from Iwo Jima         | Indicado  | [ 5 ]  |
| 2008                      | Melhor Diretor                     | Grace Is Gone                 | Indicado  | [ 6 ]  |
| 2008                      | Melhor Banda Sonora Original       | Grace Is Gone                 | Indicado  | [ 6 ]  |
| 2008                      | Melhor Canção Original             | "Grace Is Gone"               | Indicado  | [ 6 ]  |
| 2009                      | Melhor Banda Sonora Original       | Changeling                    | Indicado  |        |
| 2009                      | Melhor Canção Original             | "Gran Torino"                 | Indicado  |        |
| 2010                      | Melhor Diretor                     | Invictus                      | Indicado  |        |
| Prêmios da Academia       |                                    |                               |           |        |
| 1993                      | Melhor Ator                        | Unforgiven                    | Indicado  | [ 7 ]  |
| 1993                      | Melhor Diretor                     | Unforgiven                    | Venceu    | [ 8 ]  |
| 1993                      | Melhor Filme                       | Unforgiven                    | Venceu    | [ 9 ]  |
| 2004                      | Melhor Diretor                     | Mystic River                  | Indicado  | [ 10 ] |
| 2004                      | Melhor Filme                       | Mystic River                  | Indicado  | [ 10 ] |
| 2005                      | Melhor Ator                        | Million Dollar Baby           | Indicado  | [ 11 ] |
| 2005                      | Melhor Filme                       | Million Dollar Baby           | Venceu    | [ 12 ] |
| 2005                      | Melhor Diretor                     | Million Dollar Baby           | Venceu    | [ 13 ] |
| 2007                      | Melhor Diretor                     | Letters from Iwo Jima         | Indicado  | [ 14 ] |
| 2015                      | Melhor Filme                       | American Sniper               | Indicado  | [ 15 ] |
| Prémios do Cinema Europeu |                                    |                               |           |        |
| 2003                      | Melhor Filme                       | Mystic River                  | Indicado  | [ 16 ] |
| Prêmio Saturno            |                                    |                               |           |        |
| 2001                      | Melhor Ator em Cinema              | Space Cowboys                 | Indicado  | [ 17 ] |
| 2001                      | Melhor Diretor                     | Space Cowboys                 | Indicado  | [ 17 ] |
| 2009                      | Melhor Diretor                     | Changeling                    | Indicado  | [ 18 ] |
| 2009                      | Melhor Música                      | Changeling                    | Indicado  | [ 18 ] |
| Screen Actors Guild       |                                    |                               |           |        |
| 2003                      | Life Achievement                   | Clint Eastwood                | Venceu    | [ 19 ] |